# Typhaceae
Typhaceae Juss. è una famiglia di angiosperme monocotiledoni dell'ordine Poales.

## Descrizione
Le specie di questa famiglia sono erbe palustri con foglie nastriformi e rizoma strisciante nel fango;presentano fiori unisessuali, monoici, senza perianzio (o con perianzio ridotto al minimo); infiorescenza di forma cilindrica o globosa, con fiori maschili nella parte superiore e femminili in quella inferiore.

## Tassonomia
La famiglia, assegnata dalla classificazione APG IV all'ordine Poales, comprende i seguenti generi:
- Sparganium L.
- Typha L.

Il Sistema Cronquist collocava i due generi in due famiglie distinte, Sparganiaceae e Typhaceae, entrambe assegnate all'ordine Typhales.